# تساراتانانا (ماندریتسارا)
تساراتانانا (به لاتین: Tsaratanana) یک منطقهٔ مسکونی در ماداگاسکار است که در ماندریتسارا واقع شده‌است. تساراتانانا ۶٬۰۰۰ نفر جمعیت دارد و ۳۳۵ متر بالاتر از سطح دریا واقع شده‌است.